# らじろぐ
らじろぐは、かつてSEAMS社が提供していたインターネットラジオとブログのサービスである。2005年（平成17年）9月28日サービス開始。2010年（平成22年）8月31日をもってサービス終了した。

## 概要
らじろぐは、2005年9月28日に正式にサービスがスタートしたブログサービス。らじろぐの由来は「ネットラジオ+ブログ」であり、Flash Playerを使ってインターネットラジオを楽しめる。現在、インターネットラジオサービスではねとらじがあるが、そちらよりは準備も簡単で専用ソフトが不要なので、マイク1つあれば放送をスタートできた。ただ当初は音質の点でねとらじに劣るという指摘があったが、技術改良によりその差はほとんどなくなった。
ラジオのDJは、女子高生や萌え声系、フリーター、主婦など多様である。DJは付属のチャットやSkypeなどを使ってリスナーとコミュニケーションをとりながら進めることが多かった。
多いときでは100以上の番組が放送を行っていた。番組数が多いのは23時からであった。
2007年（平成19年）5月から6月にかけては、元子役の石田比奈子・福田亮太がラジオを開始。饗場詩野・佐久間信子などのゲストを呼び注目を集め、らじろぐ初のリスナー100人、150人、そして200人の超大台の突破を達成。アクセス数では最高6000人。たびたび放送トラブルが起きるほどの人気番組であり、なかなか聴けないときがあるほどだった。またランキングでもそれぞれランクインした（石田は69位、福田は9位）。

## 歴史
- 2005年（平成17年）
  - 9月28日 - らじろぐが誕生。開設当時はユーザー数も少なく、放送の無い時間帯が多かった。
  - 11月22日 - 著作権問題に立ち向かうべく、ユーザーの手でフリー音源集「らじろぐ音蔵庫」が開設。運営当時は200曲以上の曲がらじろぐ内で使用されていた。
  - 11月28日 - ラジオウィンドウにチャット機能が実装。これによりリスナーとのやり取りがより簡単になった。
  - 12月 - リスナー数を競う企画「らじろぐグランプリ」を開催。
- 2006年（平成18年）
  - 2月3日 - ラジオに音質選択機能追加。これにより従来ねとらじに音質で劣っていた点をカバーした。
  - 2月7日 - 荒らし増加のためチャット機能が停止。
  - 2月26日 - ユーザーネーム登録制により、チャット機能が復活。
  - 7月11日 - ラジオ受信部が改良。これによりブログ記事にボイスでコメントを付けられる「ボイスコメント」機能を世界初実装[2]。
  - 11月1日 - ポータルサイトデザインを全面リニューアル。
- 2010年（平成22年）8月31日 - 同日をもって、らじろぐの運営を終了。